# 礁湖

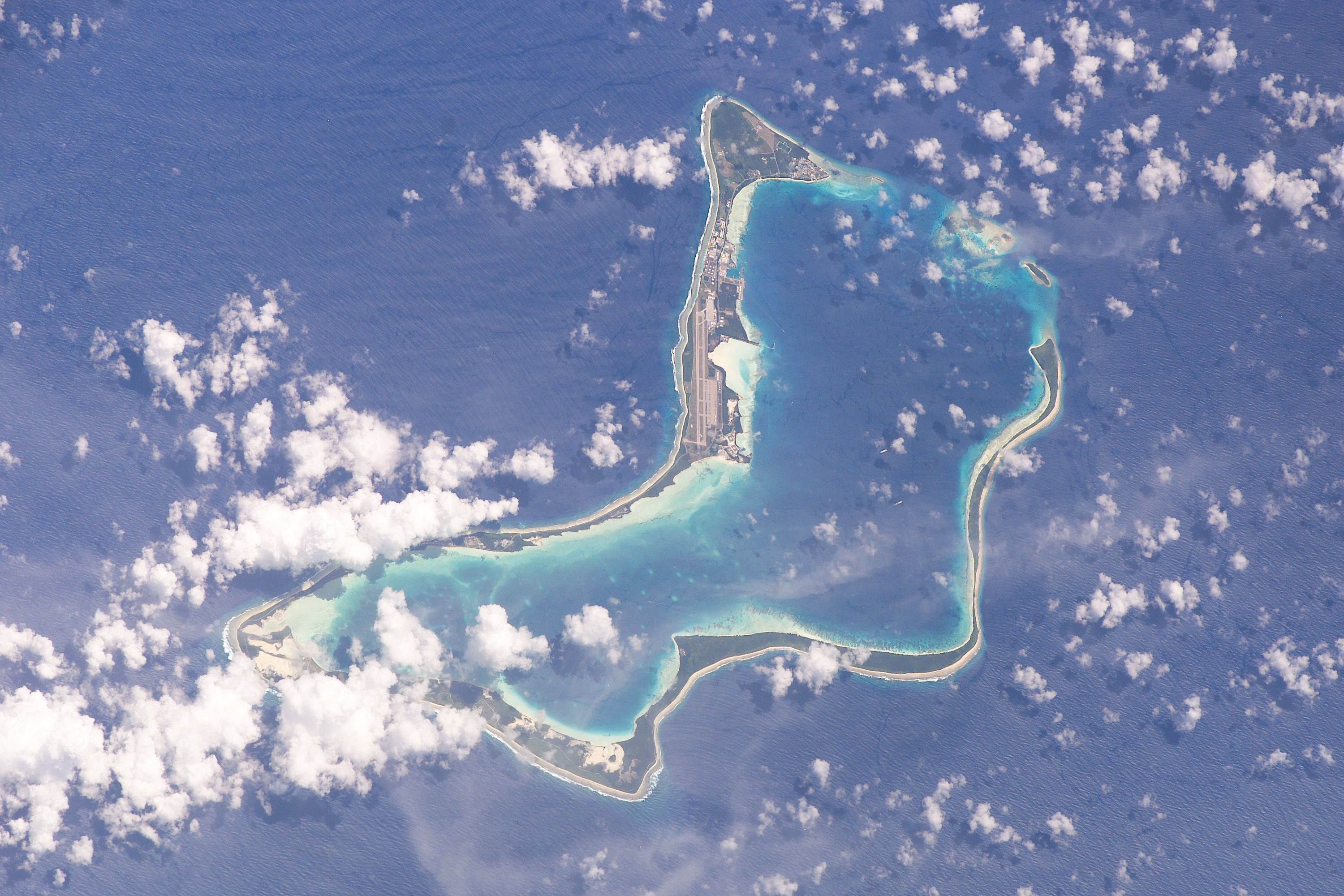
礁湖の例、ディエゴガルシア島

礁湖（しょうこ、reef lagoon）は、サンゴ礁における地形のひとつ。英語の場合、より正確にはCoral reef lagoonであるが、通常は単にラグーンと呼ぶことが多い。堡礁や環礁において見られるものであり、サンゴ礁および島嶼などの陸地に囲まれた海域を指す。環礁の場合には、島嶼が無いために、礁湖はサンゴ礁のみに囲まれている。裾礁においては、海域部が浅く小さいために、礁池（reef pool）とも呼ばれる。礁湖は、サンゴ礁の水道部を通じて外洋と繋がれているものの、波浪がサンゴ礁により妨げられているために、穏やかな海面となっている。このため、大きな礁湖は泊地としても優れ、ディエゴガルシア島の礁湖はアメリカ軍の艦隊泊地としても利用されている。特に環礁の場合は、直径が数十キロメートル、水深50メートル以上の大型の礁湖を有する場合がある。
礁湖は、サンゴ礁に関連した地形であるため、熱帯・亜熱帯地域に分布している。